# Wislanen

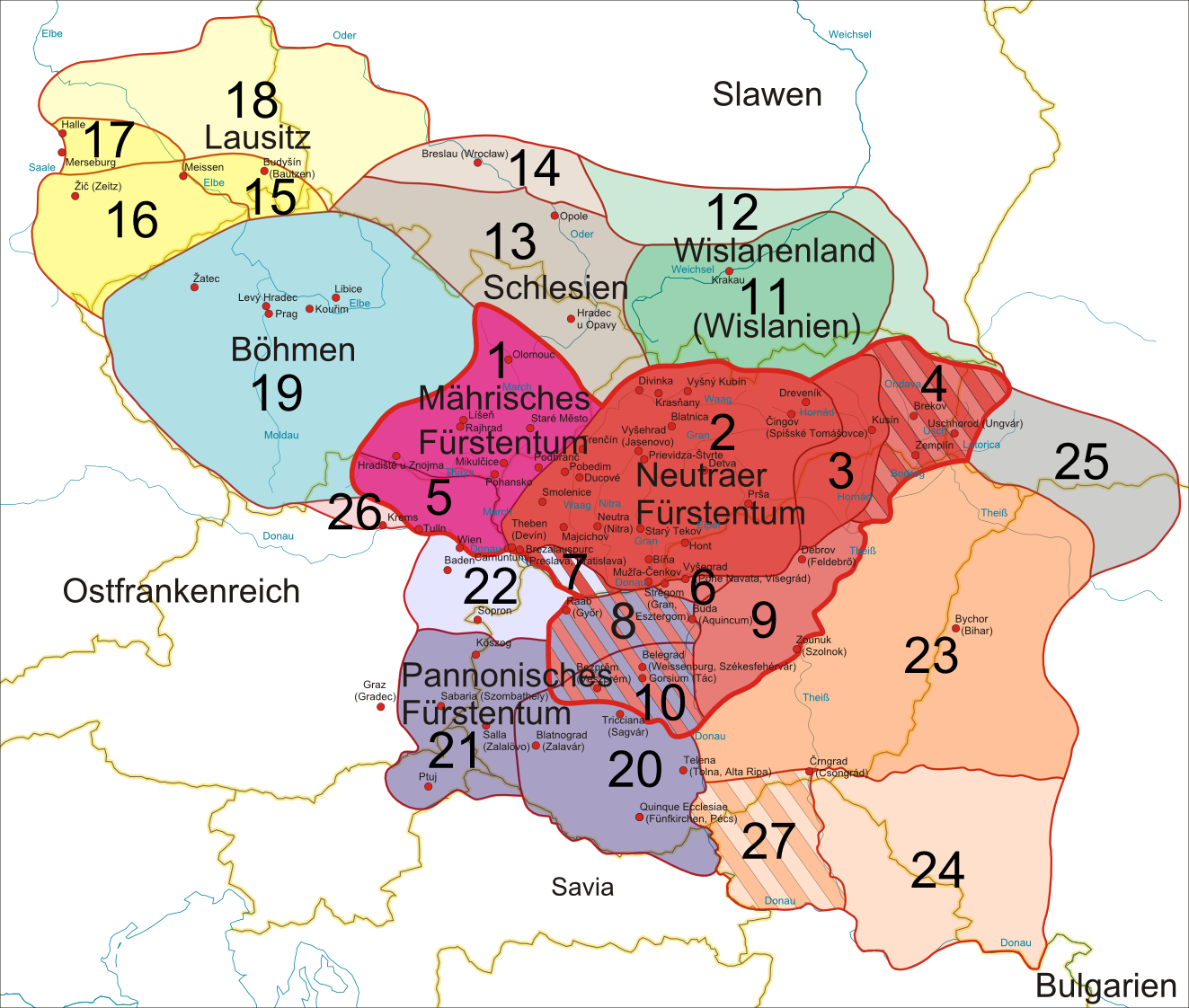
Territorium van de Wislanen in het Groot-Moravische Rijk (Nr. 11)

De Wislanen (Latijn: Wislane, Pools: Wiślanie) waren een West-Slavische stam. Zij woonden in de 9e eeuw aan de bovenloop van de Wisla.

## Geschiedenis
In de Geographus Bavarus wordt de regio van de Uuislane (Wislane) genoemd. Het bestaan van deze regio wordt in de negende eeuw geplaatst. Dit is de enige keer dat de Wislanen historisch genoemd wordt. Rond 890 werd in het verslag van de reis van Wulfstan van Hedeby een "Wisleland" genoemd. Eerder werd een prins genoemd "op de Wisla" of "in het Weichselland" in het "leven van St. Methodius" uit de twaalfde eeuw. Methodios had geprobeerd om deze prins te bekeren. Het resultaat is niet bekend. De gebeurtenis suggereert dat het gebied op de Wisla op dat moment tot het Groot-Moravische Rijk behoorde.
Verdere historische vermeldingen van de Wislanen of een Weichselland zijn niet bekend.
In de tiende eeuw bestond er waarschijnlijk een heerschappij van Krakau. Die behoorde toe aan het hertogdom Bohemen en kwam in 990 bij de zich ontwikkelende jonge Poolse staat. Vanuit die staat ontwikkelde zich vervolgens de regio Klein-Polen.